# Osmosis
Osmosis è una serie televisiva francese del 2019 creata da Audrey Fouché e diretta da Thomas Vincent.
La prima stagione, composta da 8 episodi, è stata distribuita su Netflix il 29 marzo 2019, in tutti i paesi in cui è disponibile. Dell’incontro con la stampa tenuto per l’inaugurazione della sede Netflix a Parigi, oltre ad annunciare titoli in arrivo nel 2020 come Vampires, La Revolution e Arsène Lupin, Netflix ha confermato che Osmosis non avrà una seconda stagione.

## Trama
Ambientata nella Parigi del prossimo futuro, la serie racconta del lancio sul mercato di una nuova applicazione per appuntamenti, chiamata Osmosis, in grado di decodificare il vero amore e analizzare in profondità il cervello degli utenti per trovare l'anima gemella con una corrispondenza perfetta ed una accuratezza del 100%.

## Episodi
| Stagione       | Episodi | Pubblicazione Francia | Pubblicazione Italia |
| -------------- | ------- | --------------------- | -------------------- |
| Prima stagione | 8       | 2019                  | 2019                 |